# Saint-Martin-lès-Seyne
Saint-Martin-lès-Seyne là một xã ở tỉnh Alpes-de-Haute-Provence, vùng Provence-Alpes-Côte d’Azur ở đông nam nước Pháp.